# ソ連の宇宙犬
ソ連の宇宙犬（ソれんのうちゅうけん）とは、宇宙開発の実験のため、ソビエト連邦の宇宙船に乗って地球外へ行った犬たちのことである。1950年代から1960年代にかけてソ連は、人間の宇宙飛行は可能かどうかを決定するために、少なくとも57回、犬を宇宙空間に送った。ただし1匹の犬が複数回宇宙へ行く場合もあるため、実際に宇宙旅行をした犬の数はこの数字よりも少ない。ほとんどの犬は生きて地球に戻り、死んでしまった数匹もほとんどは技術的な過誤が原因だった。

## 訓練
犬は、長い間動けない環境に適応できるため、実験に適した動物だとされてきた。さらに訓練として、15-20日間も小さな箱の中に閉じ込められた。さらに、飼い犬よりも厳しいストレスに耐えられるという判断から野良犬が、気性及び糞尿の収集システムの関係でメス犬が選ばれた。
訓練の内容は、長時間立つ訓練、宇宙服を着る訓練、発射時などに所定の場所にいる訓練、発射時の加速に耐えるために遠心機の中に入る訓練などである。食事としては、パン粉・肉粉・牛脂などを素材とするゼリー状のタンパク質を摂取した。これは繊維質に富み、消化の良いものだった。報告によると、帰還時には60%以上の犬が便秘や胆石に悩まされていたという。

## 弾道飛行
数匹の犬が、1951年から1952年にかけて、R-1ロケットで高高度飛行を行った。

### デジク、ツィガン、リサ
デジク（Дезик）とツィガン（Цыган）は1951年7月22日に初めて大気圏外に出た犬である。両方とも、高度100 kmに達した後、無傷で帰還した。飛行後、ツィガンはソ連の物理学者アナトーリー・ブラゴンラヴォフのペットとなった。デジクは1951年9月にリサ（Лиса）と2度目の飛行を行ったが、2匹とも死んでしまった。

### リサとルィジク
リサ（Лиса「キツネ」）とルィジク（Рыжик「赤毛」）は1954年6月2日にやはり上空100 kmまでの高高度飛行を行った。

### スメラヤとマルィシュカ
スメラヤ（Смелая「勇敢」）は9月に飛行を行う予定であったが、発射直前に脱走してしまった。科学者たちはスメラヤがオオカミに食べられることを恐れたが、翌日発見され、マルィシュカ（Малышка「赤ちゃん」）とともに宇宙へ行った。

### ボリクとЗИБ（ゼー・イー・ベー）
ボリク（Болик）も1951年9月の発射前に脱走をした。近所を走っていた野良犬が捕まえられ、ЗИБ（ロシア語で「行方不明のボリクの代理 ― Замена исчезнувшему Болику」の略。ラテン文字ではZIBと転写できる）と名づけられ、宇宙へ行った。

### オドヴァジュナヤとスネジンカ
オドヴァジュナヤ（Отважная「勇敢」）の飛行は1959年7月2日だった。別の犬スネジンカ（Снежинка「雪の結晶」）およびウサギのマルフーシャ（Марфуша、女性名マルファの愛称）と一緒だった。オドヴァジュナヤは1959年から1960年の間に、他に5度も宇宙へ行った。

### アリビナとツィガンカ
アリビナ（Альбина）とツィガンカ（Цыганка）は、高度85 kmでカプセルから放り出されたものの、無事に着地した。アリビナはスプートニク2号への搭乗の一次選考を通ったが、その後2度と宇宙へ行くことはなかった。

### ダムカとクラサフカ
ダムカ（Дамка：シュートカ（Шутка）、ジェムチュジュナヤ（Жемчужная）という名前でも知られる）とクラサフカ（Красавка：コメトカ（Кометка）、ジュリカ（Жулька）という名前でも知られる）は1960年12月22日に打ち上げ予定の宇宙船に乗ることになっていたが、この計画は中止された。
以上の他に、ディムカ（Дымка）、モドニツァ（Модница）、コズャフカ（Козявка）などの犬が弾道飛行を行った。
この他に少なくとも4匹が1951年9月に打ち上げられ、2匹以上が死んでいる。

## 軌道飛行

### ライカ
ライカ（Лайка：クドリャフカ（Кудрявка）またはジュチュカ（Жучка）・リモンチク（Лимончик）という名前でも知られる）は、1957年11月3日、スプートニク2号に乗って、地球で生まれた生物として初めて軌道飛行を行ったが、再突入装置はなく、はじめから帰り道の無い旅だった。打ち上げ当時は「一週間生存させた後薬物で安楽死させられる予定だったが、酸素不足で死んだ」と発表されていた。しかし2002年10月に「気密室の断熱機構の不具合のため、ストレスと高温によって打ち上げ5時間から7時間後にライカは死んでいた」と公表された。

### バルスとリシチカ
バルス（Барс「ヒョウ」)もしくは、チャイカ（Чайка「カモメ」)とリシチカ（Лисичка「小さなキツネ」）は、1960年7月28日にロケットに乗ったが、そのロケットは打ち上げ後28.5秒で爆発した。

### ベルカとストレルカ
ベルカ（Белка「リス」）とストレルカ（Стрелка「矢」）は、1960年8月19日にスプートニク5号に乗って宇宙で1日を過ごした後、地球軌道を周回して無事に生還した初めての生物となった。
ベルカとストレルカはウサギ1羽、ネズミ42匹、ラット2匹、ハエとともに、多くの植物や菌類と出発し、このすべてが生きたまま帰還した。
ストレルカはプショーク（Пушок）というオス犬との間に6匹の子供をもうけた。プショークは地上の基地での実験に数多く参加したが、ついに宇宙に行くことはなかった。子犬の中の1匹はプシンカ（Пушинка）と命名され、1961年にニキータ・フルシチョフからジョン・F・ケネディの娘キャロライン・ケネディに贈られた。贈呈の際、プシンカはソ連のスパイでないことを確認するために厳重な検査を受けた。冷戦のさなか、プシンカとケネディ家の愛犬のチャーリー（Charlie）は4匹の子犬をもうけた。その内の2匹はそれぞれバタフライ（Butterfly）とストリーカー（Streaker）と命名され、中西部の子供たちに贈られた。他の2匹はホワイト・チップス（White Tips）、ブラッキー（Blackie）と命名されケネディ家で暮らしたが、後に友人の家に貰われて行った。プシンカの子孫は2007年時点でも生きており、そのうちの何匹かの写真はモスクワ郊外のズヴェズダ博物館で見ることができた。

### プチョールカとムーシュカ
プチョールカ（Пчёлка）とムーシュカ（Мушка）はスプートニク6号に乗って、植物や昆虫とともに1960年12月1日の1日間を地球の軌道上で過ごした。誘導の失敗によって、12月2日の再突入に失敗し、全ての生き物が死んでしまった。ムーシュカはスプートニク2号のために訓練された3匹の犬のうちの1匹だった。

### チェルヌーシュカ
チェルヌーシュカ（Чернушка「黒髪の子」）はスプートニク9号に乗って1961年3月9日に、宇宙飛行士のダミー人形イヴァン・イヴァノヴィッチ、ネズミ、モルモットとともに地球を1周した。イヴァンは再突入時にカプセルから射出座席で飛び出しパラシュートで着陸した。他の乗員はカプセルに乗ったまま降下し、チェルヌーシュカも無事に地球に帰還できた。

### ズヴョズダチカ
ユーリイ・ガガーリンによって名づけられたズヴョズダチカ（Звёздочка。「小さな星」の意。Звезда（星）＋指小辞чка）は、ダミー人形とともにスプートニク10号で1961年3月25日に地球を1周した。これは4月12日にガガーリンが歴史的な飛行を成功させる前の最後の飛行となった。今回もダミーはパラシュートで、ズヴョズダチカはカプセルのままで両方とも無事に帰還した。

### ヴェテロクとウゴリョーク
ヴェテロク（Ветерок。「小さな風」の意。Ветер（風）＋指小辞ок）とウゴリョーク（Уголёк。「燠」「炭」の意。уголь（石炭、炭）＋指小辞ек。黒犬によくある名）はボスホート計画のコスモス110号に乗り、1966年2月22日から3月16日までの22日間を軌道上で過ごした。これは1973年6月にスカイラブで26日を過ごしたピート・コンラッド他2人に抜かれるまで、生き物の宇宙滞在の最高記録であり、現在でも犬の宇宙滞在の最高記録となっている。

## 大衆文化におけるソ連の宇宙犬

### “Space Race” での描写
米ソの宇宙開発競争を描いたテレビドラマ『宇宙へ 〜冷戦と二人の天才〜』（原題: Space Race）では、生還のおぼつかない段階で宇宙に犬を送ることに対して西側諸国の動物保護団体からの厳しい批判に晒されたとしている。そのような批判が政治的決定に影響を与えることはなかったが、R-7ロケットによる打ち上げ実験の際に、ソ連の技術者が西側の動物保護団体の批判を気にしていた場面がある。

### MCU版
マーベル・シネマティック・ユニバース（MCU）では、コスモ（Cosmo）と名付けられて登場。『ガーディアンズ・オブ・ギャラクシー』ではフレッド、『ガーディアンズ・オブ・ギャラクシー ホリデー・スペシャル』以降はスレートが演じ、マリア・バカローヴァが声をあて、悠木碧が日本語吹替を担当した。
本項では、“アース616”（正史の宇宙）におけるコスモを主軸として表記する。

#### キャラクター像
白い宇宙服とヘルメットを身につけた雌の宇宙犬。以前はタニリーア・ティヴァン/コレクターに彼のコレクションの一つとして扱われていたが、現在は“ガーディアンズ・オブ・ギャラクシー”の一員となった。

#### 変異体
“アース21818”に存在するコスモの“変異体”。正史のコスモと同様にタニリーア・ティヴァン/コレクターのコレクションの一つとして扱われている。

#### 各作品における描写・活躍
『ガーディアンズ・オブ・ギャラクシー』
本作でMCU初登場。
ティヴァンのショップのカプセルにコレクションとして保管されていたところ、来店したロケットとすれ違うと互いに威嚇する仕草を見せた。後にショップが大爆発で壊滅したところ店外へ逃げたと思いきや、ポストクレジットシーンに登場し、ティヴァンの顔を舐める。
『ガーディアンズ・オブ・ギャラクシー:リミックス』においては、エンドロールの中の映像にのみ顔出し出演している。
『ホワット・イフ...?』シーズン1第2話
本作では、アース21818におけるコスモが登場。
『ガーディアンズ・オブ・ギャラクシー ホリデー・スペシャル』
『ガーディアンズ・オブ・ギャラクシー:VOLUME 3』